# 貝比·道格倫
艾爾斯沃斯·坦尼·「貝比」·道格倫（英語：Ellsworth Tenney "Babe" Dahlgren，1912年6月15日—1996年9月4日），為美國職棒大聯盟的一壘手。生涯曾效力過紅襪、洋基、勇士、小熊、布朗、道奇、費城人與海盜等隊。他最著名的事蹟就是在1939年5月2日，當時洋基當家一壘手盧·賈里格因傷自願缺陣，中止了連續2130出賽的紀錄，而道格倫也頂替賈里格成為先發一壘手。當時他還在那場比賽敲出一發全壘打和一支二壘安打，最終洋基22比2大勝老虎隊。該年他敲出15支全壘打與89分打點。
1940年球季末，道格倫因為在比賽中漏接了游擊手的傳球，導致洋基無緣拿下美聯冠軍。當時的總教練Joe McCarthy認為道格倫有吸食大麻，才會造成無法在比賽中順利接球的情況。他也因此在1943年接受了藥檢，成為了大聯盟史上第一位進行藥檢的球員。後來因為檢驗全都是陰性，道格倫吸食大麻的謠言才被打破，他也能夠繼續在大聯盟打球。而道格倫在大聯盟打球的12年期間，一直想盡辦法找出謠言的製造者，不過最終都無功而返。
1942年，小熊隊將道格倫交易至布朗隊，不久後又被交易至道奇。1942年8月，道格倫一度考慮退休，不過他最後還是留在大聯盟。1943年5月，道格倫通過健檢。後來他在該年7月加入美軍，同時他還入選生涯首次明星賽。不過1943年10月，道格倫因為竇炎而退出美軍。

## 外部連結
- 球員資訊和成績在MLB，ESPN，Baseball-Reference，Fangraphs（英文）
- Rumor in Town – A grandson's promise to right a wrong （页面存档备份，存于） by Matt Dahlgren
- "Rumors of Drug Use Have Damaged for Decades," （页面存档备份，存于） by Murray Chass, The New York Times, November 18, 2007